# 妳想的愛
《妳想的愛》（英語：Anywhere But Here），香港亞洲電視外判製作的劇集。全劇共30集。

## 演員表
- 陳秀雯 飾 陶樂洛
- 恬　妞 飾 馬慧心
- 劉美君 飾 白嘉儀
- 陳啟泰 飾 丘　遠
- 海俊傑 飾 周俊生
- 李香琴 飾 程　茵
- 杜挺豪 飾 Peter
- 黃璦瑤 飾 Rosa
- 樓茜妮 飾 Ada
- 張振寰 飾 陳德宗
- 謝君豪 飾 賈仲偉
- 鄭恕峰 飾 朱炳洪